# Орден Дружби народів
О́рден Дру́жби наро́дів — орден СРСР, заснований Указом Президії Верховної Ради СРСР від 17 грудня 1972 в ознаменування 50-ліття утворення СРСР. Статут ордена був частково змінений Указом Президії Верховної Ради СРСР від 18 липня 1980 року.

## Статут ордену
Орден вручався за великі заслуги у зміцненні дружби й братського співробітництва соціалістичних націй і народностей, значний економічний, соціально-політичний та культурний внесок економічний, соціально-політичний та культурний розвиток СРСР та його республік.
Орденом нагороджувалися:
- громадяни СРСР;
- підприємства, установи, організації, військові частини й з'єднання, союзні й автономні республіки, краї, області, автономні області, автономні округи, міста.

Орденом Дружби народів могли бути нагороджені й особи, що не є громадянами СРСР.
Нагородження орденом Дружби народів провадиться:
- за великий внесок у зміцнення дружби й братського співробітництва соціалістичних націй і народностей;
- за великі трудові досягнення в області розвитку народного господарства Союзу РСР і союзних республік;
- за заслуги в національно-державному будівництві СРСР;
- за особливо плідну діяльність у розвитку науки, зближенні й взаємозбагаченні культур соціалістичних націй і народностей, активна участь у вихованні радянських людей у дусі пролетарського інтернаціоналізму, відданості й вірності Радянській Батьківщині;
- за особливі заслуги в зміцненні оборонної моці СРСР;
- за більші заслуги в розвитку братньої дружби й співробітництва між народами соціалістичних країн, зміцненні миру й дружніх відносин між народами.

Орден Дружби народів носиться на лівому боці грудей і розташовується після ордена Трудового Червоного Прапора.

## Опис ордену
Орден Дружби народів мав вигляд злегка опуклої позолоченої, покритої темно-червоною емаллю п'ятикутної зірки, облямованої сріблястими пірамідальними гранями й п'ятьма пучками розбіжних золотавих променів. У центрі зірки містився накладений позолочений державний герб СРСР, окремі деталі якого покриті кольоровою емаллю. Герб СРСР був облямований накладним ободом зі зображенням рукостискань. У нижній частині ободка перебуває накладна позолочена, покрита темно-червоною емаллю стрічка з написом «СССР». Між державним гербом СРСР і ободком на тлі білої емалі у верхній частині розташовувався напис «дружба народов», а у нижній і середній — лаврові гілки, покриті зеленою емаллю.
Орден виготовлявся зі срібла. Вміст срібла — 38,998±1,388 г (на 18 вересня 1975 року). Загальна маса ордена — 42,9±1,8 г.
Розмір ордена між протилежними кінцями сріблистого пірамідального обрамлення й пучка золотавих променів — 47 мм.
Орден за допомогою вушка й кільця з'єднаний з п'ятикутною колодкою, покритою шовковою муаровою стрічкою шириною 24 мм. Посередині стрічки поздовжня червона смуга шириною 13 мм із двома вузькими поздовжніми жовтими смужками. Ліворуч від червоної смуги перебуває синя, а праворуч — зелена смужка шириною по 4 мм кожна. Краю стрічки окантовані білими смужками шириною по 1,5 мм.

## Історія ордена
Орден Дружби народів — один з найбільш рідкісних і дорогих орденів СРСР післявоєнного періоду. Орден відрізняє дуже гарний дизайн і складність виконання (складається із чотирьох частин). Значний відсоток всіх зроблених нагороджень цим орденом становили підприємства, установи й громадські організації.
Автор проекту ордена — художник Жук Олександр Борисович.
Перші нагородження орденом були проведені 29 грудня 1972 року. У цей день Указами Президії Верховної Ради СРСР орденом Дружби народів нагороджені п'ятнадцять союзних республік РСР, всі автономні республіки РСР, всі автономні області й національні округи (усього 53 нагородження).
Орденом Дружби народів № 1 була нагороджена Російська Радянська Федеративна Соціалістична Республіка (РРФСР), а орден № 2 був прикріплений до прапора Української РСР.
Першими громадянами, нагородженими орденом Дружби народів, стали працівники цивільної авіації. Велика група їх (загалом 199 чоловік) була нагороджена Указом Президії Верховної Ради СРСР від 9 лютого 1973 року «за більші[що?] досягнення у виконанні планових завдань по авіаперевезеннях, застосуванні авіації в народному господарстві країни й освоєнні нової авіаційної техніки».
Першою громадською організацією, нагородженою орденом Дружби народів, став Комітет радянських жінок. Він був визнаний гідним цієї нагороди 6 березня 1973 року «на відзначення видатних заслуг радянських жінок у комуністичному будівництві в СРСР», а також за «плідну діяльність Комітету радянських жінок у міжнародному жіночому русі… великий внесок у розвиток і зміцнення дружби радянського народу з народами закордонних країн». Комітету радянських жінок був вручений орденської знак № 54.
В 1974 році орденом Дружби народів був нагороджений Радянський комітет захисту миру.
Із промислових підприємств орденом Дружби народів першим було нагороджено Ленінградське виробниче об'єднання «Кіровський завод» «за великий внесок у розвиток народного господарства СРСР і у зв'язку зі 175-річчям від дня заснування». Це нагородження відбулося Указом ПВС СРСР від 30 квітня 1976 року. Із числа орденоносних колективів також можна назвати Ленінградський цирк (1978), періодичні видання «Литературная газета» (1979) і «Московские новости» (1980), Московський театр «Ромен» (1981), Ансамбль народного танцю СРСР (1981), журнал «Вокруг света» (1982) та інші.
Орденом Дружби Народів нагороджені міста Київ, Тарту, Плевен (Болгарія) та ін.
Першою з іноземних громадян ордена Дружби народів удостоїлася міністр закордонних справ Тимчасового революційного уряду Республіки Південний В'єтнам Нгуєн Тхі Дінь. Орден вручений відповідно до Указу Президії Верховної Ради СРСР від 7 березня 1973 року за «великі заслуги в справі зміцнення міжнародної солідарності прогресивних, демократичних і миролюбних сил, плідну діяльність по забезпеченню миру у В'єтнамі й згуртуванню патріотичних сил Південного В'єтнаму й у зв'язку з Міжнародним жіночим днем».
Повторні нагородження орденом Дружби народів відбувалися вкрай рідко. Відомий випадок нагородження двома цими орденами заступника голови Державного комітету СРСР з іноземного туризму Героя Радянського Союзу Віктора Бойченка, який у різні роки був членом Радянського комітету захисту миру, членом Союзу радянських товариств дружби із закордонними країнами, членом Радянського комітету ветеранів війни.
Космонавтам соціалістичних країн за виконання космічних польотів за програмою «Інтеркосмос» вручалася медаль «Золота Зірка» із присвоєнням звання Героя Радянського Союзу. А от громадяни капіталістичних держав, що брали участь у спільних польотах, нагороджувалися лише орденом Дружби народів. Орден Дружби народів вручався й космонавтам-дублерам із соціалістичних країн.
За станом на 1 січня 1981 року було зроблено понад 4 тисяч нагороджень орденом Дружби народів.
Одними з останніх кавалерів ордена Дружби народів стали в 1991 році співробітники Московського теплотехнічного інституту ім. Дзержинського — начальник спеціального конструкторського бюро Азиков В. А. і завідувач однієї з лабораторій Вдовченко В. С. Вони були нагороджені за розробку й впровадження високоефективного обладнання для теплових і атомних електростанцій.
Останнім нагородженим орденом Дружби народів в історії СРСР був начальник гірничо-геологічної партії Казахської гірничо-геологічної експедиції Державного акціонерного промислового концерну «Будівельні матеріали» республіки Казахстан Каміль Закірович Валієв. Він був визнаний гідним цієї нагороди Указом Президента СРСР від 21 грудня 1991 року за «досягнення високих результатів у праці й великий особистий внесок у розвиток сировинний бази будівельних матеріалів республіки».
За станом на 1 січня 1995 року орденом Дружби народів було проведено 72 760 нагороджень.
Як нагорода СРСР орден проіснував до розпаду Радянського Союзу в 1991 році. Однак після виходу Указу Президії Верховної ради Російської Федерації від 2 березня 1992 року № 2424-1 «Про державні нагороди Російської Федерації», орден був відроджений як нагорода РРФСР. Зовнішній вигляд російського ордена трохи змінився. Замість герба Радянського Союзу на аверсі — герб Російської Федерації. Також із червоної стрічки в нижній частині аверсу зник напис «СССР». Реверс російського ордена практично не змінився, однак у російських орденах використовувалася чотиризначна нумерація з використанням цифри «0» для заміщення відсутніх початкових розрядів номера.
Перші нагородження відбулися практично відразу після відродження ордена. Указами Президента РФ № 296, 298 і 299 від 25 березня 1992 року «За успішне здійснення космічного польоту на орбітальній станції „МИР“ і проявлені при цьому мужність і героїзм» були нагороджені льотчик-космонавт Крикальов Сергій Костянтинович, льотчик-космонавт Волков Олександр Олександрович і громадянин ФРН космонавт-дослідник Клаус Дитріх Фладе. Ще один громадянин ФРН — Райнхольд Евальд — того ж дня був нагороджений цим орденом відповідно до указу № 297 «за активну участь у роботі із забезпечення космічного польоту міжнародного екіпажу на орбітальній станції „МИР“». Цікаво відзначити, що Крикальов С. К. був кавалером Золотої Зірки Героя Росії № 1, а орден Дружби народів РФ, вручений йому за цей політ, мав № 2.
Указом Президента Російської Федерації від 20 жовтня 1993 року цим орденом була нагороджена група працівників підприємств і організацій Волзького об'єднаного річкового пароплавства (усього 16 чоловік) за великий особистий внесок у розвиток річкового судноплавства, безперебійне забезпечення перевезень народногосподарських вантажів і пасажирів, зміцнення економічних зв'язків між регіонами Росії й країнами СНД.
Серед нагороджених орденом Дружби народів Російської Федерації багато відомих особистостей. Так, наприклад, цієї нагороди були визнані гідними Патріарх Московський і всея Русі Алексій II, генеральний директор ЮНЕСКО Федерико Майор, президент Міжнародного олімпійського комітету Хуан Антоніо Самаранч, шахіст Гаррі Каспаров, письменники Василь Биков, Віктор Астаф'єв, Михайло Жванецький, артисти Василь Лановий, В'ячеслав Невинний, Олександр Ширвіндт, спортивний коментатор Микола Озеров, цілителька Джуна Давіташвілі, співак Назарій Яремчук та інші.
Автор проекту ордена Жук А. Б. і сам був визнаний гідним цієї нагороди в 1995 році.
Єдиним, хто визнаний гідним цієї нагороди посмертно, став координатор руху «Лікарі світу» громадянин Франції Борис Борисович Данишевський.
Орден Дружби народів Російської Федерації проіснував недовго. Всього було проведено 1212 нагороджень, 40 з яких удостоїлися іноземні громадяни з 13 країн (не рахуючи СНД). На зміну йому прийшов російський орден Дружби, заснований Указом Президента РФ від 2 березня 1994 року.
Першим кавалером ордена Дружби став голова адміністрації Самарської області Тітов К. А. (Указ Президента РФ № 2050 від 1 листопада 1994 року) «за великий особистий внесок у реалізацію економічної реформи, проведення в життя демократичних перетворень і активну роботу зі зміцнення російської державності».